# Кадио, Мари-Ноэми
Мари-Ноэми Кадио (фр. Marie-Noémi Cadiot; 12 декабря 1828, Париж — 10 апреля 1888, Сен-Жан-Кап-Ферра или Ницца) — французская писательница, журналистка и скульптор.

## Биография
Ноэми Кадио родилась 12 декабря 1828 года в городе Париже в семье государственного чиновника. 

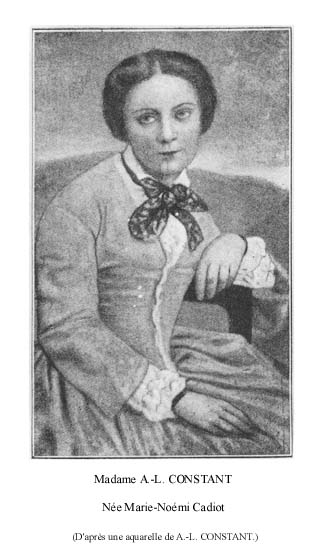
Ноэми Констант

В 1846 году, будучи ещё несовершеннолетней девочкой, Кадио сбежала с Альфонсом Луи Константом, более известным как оккультист и таролог Элифас Леви; её отец заставил Константа жениться на ней. В браке у них были мертворожденные близнецы и дочь Мэри, которая умерла в 1854 году в возрасте семи лет. Видя в этом недобрые знаки, Кадио ушла от Константа в начале 1850-х годов к маркизу Александру де Монферрье, шурину мессианского философа Юзефа Марии Хене-Вроньски, и в 1865 году брак с Леви был расторгнут.
В конце 1850-х годов у неё была связь с архитектором Эктором Мартеном Лефюэлем, от которого в 1859 году у неё родился сын; родители назвали его Луи Виньоном.

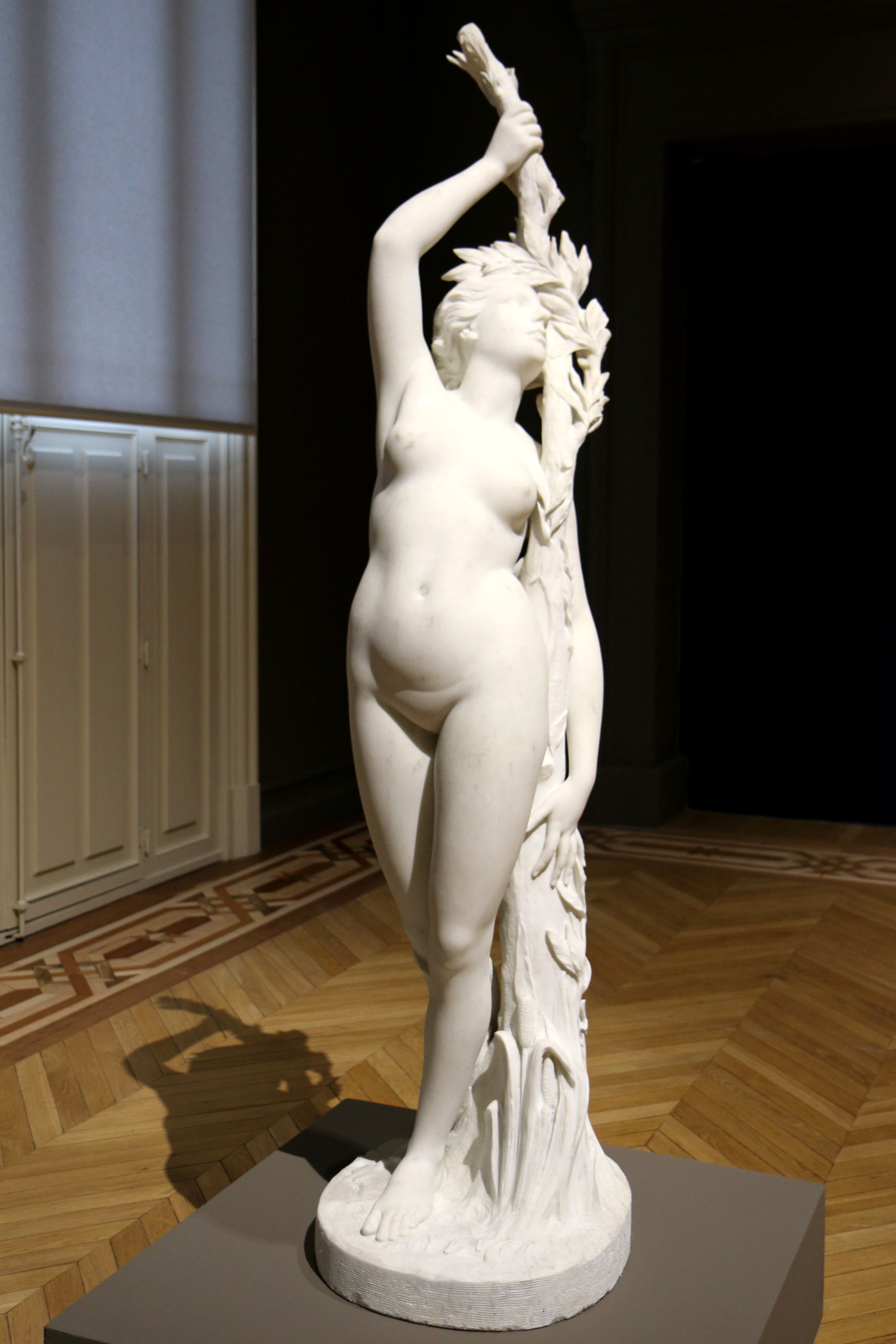
Дафна (Кадио)

3 сентября 1872 года Мари-Ноэми Кадио снова вышла замуж за политика Мориса Рувье, который дважды возглавлял кабинет министров Франции.
На литературном поприще использовала псевдонимы Claude Vignon, H. Morel и Marie-Noémi. Наиболее известные литературные произведения Кадио: «Minuit, récits de la vie réelle», «Victoire Normand», «Les complices», «Un drame en province», «Un naufrage parisien», «Château-Gaillard», «Elisabeth Verdier»
.
Кроме писательской деятельности Кадио увлекалась скульптурой и оставила после себя несколько работ, которые выставляются в ведущих музеях
Мари-Ноэми Кадио умерла 10 апреля 1888 года в Сен-Жан-Кап-Ферра и была похоронена на кладбище Пер-Лашез в Париже.